# Spietsing

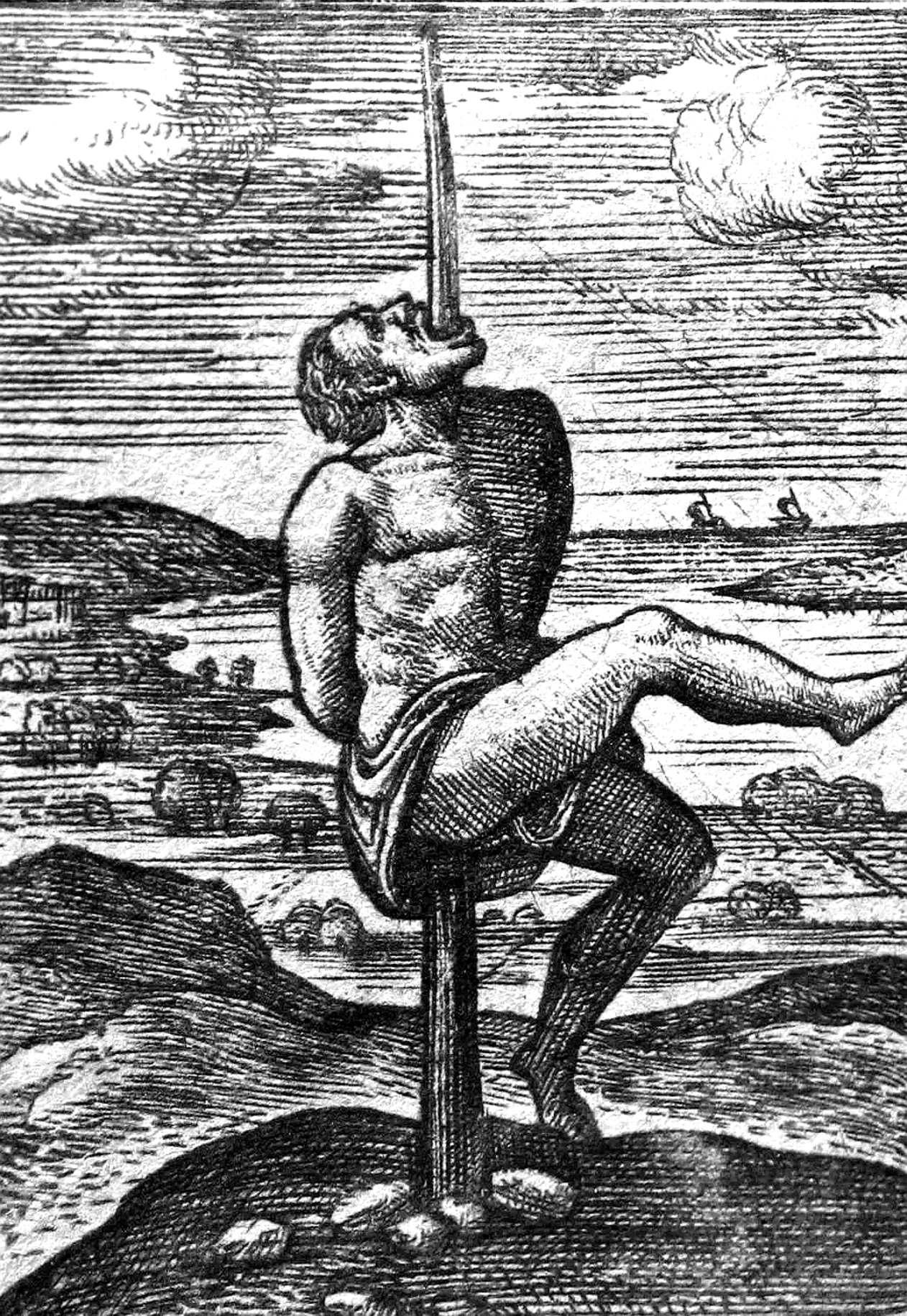
Afbeelding van een gespietste persoon in het werk De Cruce: ad sacram profanamque historiam utiles van Justus Lipsius (ca. 1593).

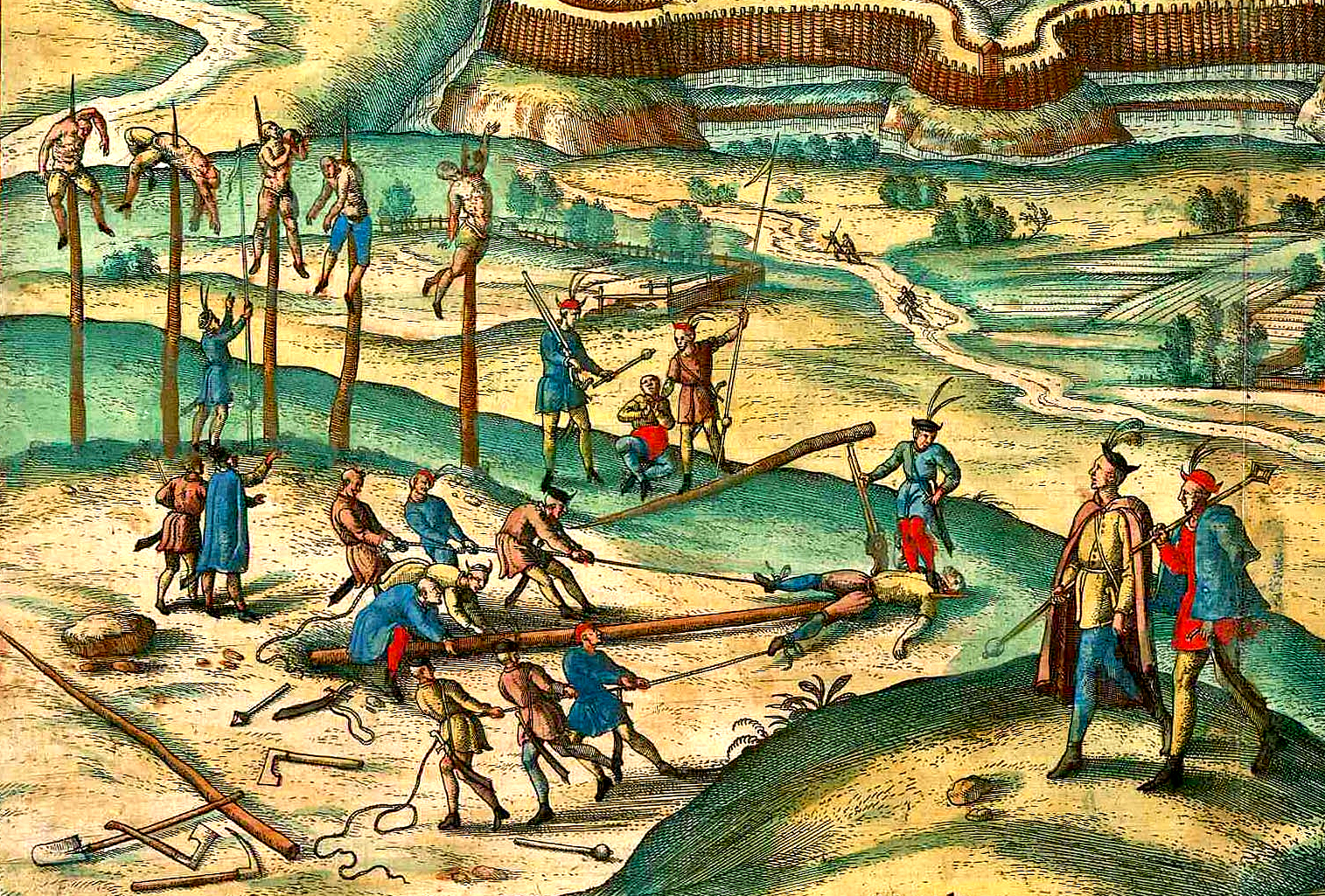
Muitende Waalse huurlingen geëxecuteerd door spietsing te Pápa in 1600 tijdens de Vijftienjarige Oorlog

Spietsing is een oude, bijzonder afschrikwekkende methode om de doodstraf te voltrekken, die bij diverse volkeren in verschillende delen van Afrika, Azië en Europa in gebruik is geweest.
De veroordeelde werd met de aars op een (niet al te) scherpe (soms ingevette) houten paal gezet, die vervolgens langzaam via aars en endeldarm het lichaam binnendrong, om er uiteindelijk elders weer uit te komen. De veroordeelde zakte soms zeer langzaam over de paal, en wanneer na het doorboren van de darmwand tijdens het doordringen van buik- en borstholte geen vitale organen geraakt werden kon het dagen duren voor de dood intrad. Bij het doden van de Osmanen door Vlad III was het de "kunst" om geen vitale lichaamsdelen, zoals de longen of hart, te raken. De paal moest bij voorkeur langs de ruggengraat omhoog komen. Soms kreeg de veroordeelde een opiumpijp om de "pijn te verzachten".
Soms werd men ondersteboven gespietst en werd de paal door de mond naar binnen gedreven, zodat de paal er aan de onderkant uitkwam. Bij vrouwen werd ook wel de vagina als ingang gebruikt.

## Bijbelse tijden
De oudste bekende spietsers waren antieke volkeren in het Nabije Oosten, zoals het Nieuw-Assyrische Rijk. De Bijbel vermeldt het in Samuel I bij het volk der Gibeonieten.
In sommige Bijbelvertalingen (o.a. NBG 1951) worden in het Bijbelboek Esther een aantal misdadigers gespietst. Een hoofdrol is in het boek weggelegd voor Haman, een minister van de Perzische koning der koningen Xerxes of Ahasveros, die een paal van 50 el (circa 25 meter) oprichtte voor de executie van de jood Mordechai, maar die uiteindelijk zelf op die paal aan zijn einde kwam. Volgens dit boek gold: hoe hoger de paal, hoe groter de schande. Deze vertaling is echter betwistbaar, want in de Tenach staat dat Haman is opgehangen עַל-הָעֵץ.
Het lijkt ook technisch bijzonder lastig iemand op zo'n hoge paal te spietsen, tenzij de paal aanvankelijk neerligt. Volgens de meeste vertalingen gaat het dan ook om ophanging aan de armen (als voorloper van de latere kruisiging).

## Latere geschiedenis
Spietsing werd verbreid over de Oude Wereld in het Romeinse Rijk.
De Roemeen Vlad III (Dracula) (1431-1476) paste deze straf zo vaak toe op Turkse krijgsgevangenen dat hij de bijnaam "Vlad de Spietser" kreeg.
Mogelijk onafhankelijk werd spietsing ingevoerd als executiemethode in Zuid-Azië, Japan en Maleisië.
Ook bij de Nguni-volkeren was het een bekende straf en Zoeloe-aanvoerder Shaka Zoeloe (1781-1828) liet tijdens de Mfecane verschillende van zijn tegenstanders en krijgers wegens ernstige lafheid spietsen (ukujoja).
De laatste relatief systematische toepassingen waren in de 20ste eeuw, bij de Vietcong en (maar dat is betwist) in Japanse krijgsgevangenenkampen in de Tweede Wereldoorlog.

## Dieren
In de natuur spietsen (roof)dieren in regel enkel 'bij toeval', behalve de klauwieren, die prooien bewust als voedselvoorraad levend op een tak of doorn spietsen. In Australië worden ze daarom ook wel 'doornvogels' (thornbirds) genoemd.

## Jacht
Bij de jacht is spietsen door staken in een afgedekte valkuil effectief voor de jacht op groot wild, zoals tijgers, maar beschadigt het de pels.